# Anetia robynsii
Anetia robynsii är en fjärilsart som beskrevs av Pierre-Auguste-Joseph Drapiez 1821. Anetia robynsii ingår i släktet Anetia och familjen praktfjärilar. Inga underarter finns listade i Catalogue of Life.